# Elio Canonico
Elio Canonico (Genova, 3 giugno 1923 – ...) è stato un calciatore italiano, di ruolo centrocampista.

## Carriera
Ha disputato due campionati in Serie A, dal 1948 al 1950, col Bari, totalizzando 49 presenze e 6 reti in massima serie (tra cui la rete della bandiera nella sconfitta per 9-1 in casa dell'Inter, del 31 ottobre 1948) e tre campionati di Serie B, nelle file di Vogherese, Novara e Bari, con 99 presenze e 35 reti all'attivo.